# سفالوسپورین
سفالوسپورین‌ها دسته‌ای از آنتی‌بیوتیک‌های بتا-لاکتام هستند که عملکردشان مشابه پنی‌سیلین است بدین معنی که باکتری‌کش بوده و از اتصال متقاطع پپتیدوگلیکان جلوگیری به عمل می‌آورند، ولی از لحاظ ساختمانی با پنی‌سیلین‌ها تفاوت دارند. سفالوسپورین‌ها دارای یک حلقهٔ شش عضوی در کنار حلقهٔ بتا-لاکتام بوده که بر روی دو جایگاه آن در هستهٔ ۷- سفالوسپورانیک اسید، بنیان‌هایی قرار گرفته‌اند، در حالی که پنی‌سیلین‌ها یک حلقهٔ ۵ عضوی دارند که تنها بر روی یک جایگاه آن، بنیان‌هایی قرار گرفته‌است.

دسته‌بندی سفالوسپورین‌ها

سفالوسپورین‌ها یکی از قدیمی‌ترین و پرشمارترین آنتی‌بیوتیک‌ها هستند که بر بسیاری از عوامل بیماری‌زا موثرند و بسته به نسل در اشکال دارویی گوناگون مانند کپسول، شربت، آمپول و غیره تولید می‌شوند. سفالوسپورین‌های نسل اول عمدتاً علیه کوکسی‌های گرم-مثبت فعال هستند. سفالوسپورین‌های جدید به نسل‌های دوم، سوم و چهارم و پنجم تقسیم‌بندی شده‌اند به طوری که به ترتیب میزان تأثیر آن‌ها بر باسیل‌های گرم منفی افزایش یافته‌است. سفالوسپورین‌های جدید، همانند پنی‌سیلین‌ها، با هدف فعالیت بیشتر در مقابل باسیل‌های گرم منفی ساخته می‌شوند.

## طبقه‌بندی سفالوسپورین‌ها
سفالوسپورین‌های نسل اول (مؤثرتر بر کوکسی گرم مثبت) مانند سفالکسین، سفازولین و سفالوتین (تزریق وریدی)
سفالوسپورین نسل دوم مانند سفوتتان و سفوکسیتین (مؤثر بر بی‌هوازی‌ها)، سفاکلور و سفوروکسیم (مؤثر بر هموفیلوس و موراکسلا)
سفالوسپورین نسل سوم (مؤثر بر گرم-منفی‌ها): مانند سفیکسیم، سفتریاکسون، سفتازیدیم و سفتی‌زوکسیم (تزریق وریدی و عضلانی)
سفالوسپورین نسل چهار (اثر بر گرم مثبت در حد نسل اول و اثر بر گرم منفی در حد نسل سوم): مانند سفپیم
امروزه سفالوسپورین‌های نسل پنجم مانند سفتارولین نیز ساخته شده‌اند. به عنوان یک قانون کلی داروهای نسل اول اثر بهتری بر روی ارگانیسم‌های گرم مثبت دارند و نسل‌های بعدی بر روی ارگانیسم‌های هوازی گرم منفی مؤثرتر هستند.
سفالوسپورین‌ها در مقابل طیف وسیعی از میکرو ارگانیسم‌ها مؤثر بوده، عموماً به خوبی تحمل شده و نسبت به پنی‌سیلین‌ها واکنش‌های افزایش حساسیت کمتری ایجاد می‌کنند. علی‌رغم تشابه ساختمانی، تنها ۱۰ درصد کسانی که به پنی‌سیلین حساس هستند با سفالوسپورین‌ها نیز دچار حساسیت می‌شوند. سفالوسپورین‌ها توسط قارچی از سردهٔ سفالوسپوریوم تولید می‌شوند، به غیر از برخی از آن‌ها مانند سفوکسیتین که توسط اکتینومایست استرپتومایسس تولید می‌گردد.

## مکانیسم اثر
سفالوسپورین نسل اول از طریق مهار سنتز دیواره سلول باکتری موجب ناپایداری اسموتیک باکتری شده و آثار باکتری‌کشی دارند.
سفالوسپورین نسل چهار باعث مهار سنتز پپتیدوگلیکان‌ها در دیواره سلولی باکتری‌ها می‌شود و در مقابل هیدرولیز بتالاکتاماز باکتری‌های گرم منفی مقاوم‌تر است.

## ساختار شیمیایی
سفالوسپورین‌ها نسبت به بسیاری از بتالاکتامازهای باکتری‌ها از پنی‌سیلین پایدارتر هستند و لذا معمولاً طیف فعالیت گسترده‌تری دارند. سفالوسپورین‌ها علیه انتروکوک‌ها و لیستریا منوسیتوژن‌ها مؤثر نیستند. تولید انواع مختلفی با هسته مشترک (۷- آمینوسفالوسپورانیک اسید)، ساخت سفالوسپورین‌های متعدد با ویژگی‌های متفاوت را میسر ساخته‌است.
هسته سفالوسپورین‌ها، ۷ آمینوسفالوسپورانیک اسید شباهت زیادی به ۶ آمینوپنی سیلانیک اسید دارد. فعالیت ضد میکروبی ذاتی سفالوسپورین‌های طبیعی اندک است، ولی اتصال گروه‌های مختلف R۱ و R۲ داروهایی با اثرات درمانی خوب و اثرات سمی کم را به وجود آورده‌است.
سفالوسپورین‌ها وزن مولکولی ۴۰۰ تا ۴۵۰ دارند آن‌ها محلول در آب و در مقابل تغییرات PH و درجه حرارت نسبتاً پایدار هستند.

## ویژگی‌های کلی
هرچه از نسل اول به نسل چهارم پیش رویم گسترش طیف اثر بر ضد گرم‌منفی افزایش و بر گرم‌مثبت‌ها کاهش می‌یابد. به‌طور مشخص سفالوسپورین‌های نسل اول علیه استافیلوکوک اورئوس و گونه‌های استرپتوکوکوس خیلی فعال هستند، در حالی که فعالیت بر گرم منفی‌ها محدود شده به پروتئوس میرابیلیس، اشرشیاکلی و کلبسیلا پنومونیا که می‌توان جهت آسانی یادآوری مختصراً آن را پنومونی PEK نامید. سفالوسپورین‌های نسل دوم دارای فعالیت کمتری بر باکتری‌های گرم مثبت نسبت به سفالوسپورین نسل اول هستند اما، فعالیت بیشتری در برابر گرم منفی‌هایی مثل (هموفیلوس آنفلوآنزا و نایسریا مننژیتیدیس) بعلاوهٔ ارگانیسم‌های PEK هستند(HNPEK). در میان باکتری‌های گرم منفی، سفالوسپورین‌های نسل سوم گونه‌های سراشیا را نیز پوشش می‌دهند؛ بنابراین ارگانیسم های(HNPEKS) را در بر می‌گیرند.
در پایان فعالیت سفالوسپورین‌های نسل چهارم گسترش پیدا کرده تا آن جا که گونه‌های انتروباکتر و سیتروباکتر را در بر می‌گیرد (HEN-PECKS). سفتازیدیم و سفپیم تنها دو سفالوسپورینی هستند که فقط علیه سودومونا آئروژینوزا فعالیت می‌کنند. سفالوسپورین‌های نسل سوم و چهارم علیه بیشتر استافیلوکوک‌ها فعال هستند اما این فعالیت کمتر از سفالوسپورین‌های نسل اول است با این حال سفتازیدیم فعالیت ضد استافیلوکوک خیلی ضعیفی دارد. سفالوسپورین‌ها به صورت خوراکی(PO) و تزریق وریدی (IV) در دسترس هستند. خواص دارویی سفالوسپورین‌ها در کل خانواده با استثناهای کمی مشابه است. سفالوسپورین‌ها به خوبی در بیشتر بافت‌های بدن توزیع می‌شوند به جز CSF، پروستات و چشم. با این حال سفالوسپورین‌های نسل سوم و چهارم در صورت التهاب مننژ تجمع مناسبی در CSF دارند. اکثریت سفالوسپورین‌ها به جز سفتریاکسون از طریق ترشح فعال توبولی دفع کلیوی دارند. از آن جایی که سفتریاکسون دفع غیر کلیوی دارد، نیازمند تعدیل دوز در بیماران با نارسایی کلیوی نیست. دفع یک‌نیمه عمر برای سفالوسپورین‌ها (اکثراً) یک تا۲ ساعت است، به جز سفوتتان که ۳ ساعت است و سفکسیم که ۴ ساعت است و سفتریاکسون که ۸ ساعت است

## عوارض جانبی
در کل سفالوسپورین‌ها بسیار خوب تحمل می‌شوند. بیش‌ترین و شایع‌ترین تأثیرات مضر آن‌ها واکنش‌های افزایش حساسیت مثل راش‌های پوستی، تب و آنمی همولیتیک است.
واکنش متقاطع بین پنی‌سیلین و سفالوسپورین به میزان ۱۰–۵ درصد است. اگر چه بعضی از بیماران با سابقه آلرژی به پنی سیلین ممکن است سفالوسپورین را تحمل کنند، اما بیماران با سابقهٔ شوک آنافیلاکسی به پنی‌سیلین نباید سفالوسپورین را مصرف کنند.
سفتریاکسون در صفرا ته‌نشین می‌شود و باعث ایجاد سنگ‌های کاذب صفرا در اثر رسوب دارو می‌گردد. این اتفاق (رسوب در صفرا) زمانی رخ می‌دهد که دارو با میزان (دوز) بالا مصرف گردد. سفتریاکسون و سفوتاکسیم دو داروی نسل سوم سفالوسپورین‌ها برای درمان تجربی مننژیت باکتریایی مورد استفاده قرار می‌گیرند، زیرا موثرترین عامل بر ضد استرپتوکوک پنومونیه است. سفوتتان دارای گروه فنیل تیوتترازول است که مانع سنتز ویتامین K در خون می‌شود و در نتیجه پروترومبین خون کاهش یافته و ایجاد خون‌ریزی می‌کند. علاوه بر این زمانی که با داروهای دارای الکل مصرف شوند واکنش‌های شبیه دی سولفیرام ایجاد می‌کنند.